# Rick Grimes
Rick Grimes è un personaggio del fumetto The Walking Dead e dell'omonima serie televisiva. È interpretato, nella serie TV, da Andrew Lincoln. 
Il sito web IGN ha inserito Rick Grimes alla 26ª posizione nella classifica dei cento maggiori eroi della storia dei fumetti, dopo Hellboy e prima del Punitore.
È uno dei sei personaggi che prendono parte al crossover tra The Walking Dead ed il suo spin-off, Fear the Walking Dead e The Walking Dead: The Ones Who Live.

## Descrizione
Rick Grimes è un vice-sceriffo; nel fumetto risiede a Cynthiana, nel Kentucky, mentre nella trasposizione televisiva opera nella contea di King, vicino ad Atlanta, nello Stato della Georgia. È sposato con Lori Grimes, da cui ha avuto un figlio di nome Carl e una figlia di nome Judith, quest'ultima probabilmente frutto di un rapporto consenziente con l'amico Shane Walsh avuta nel momento in cui lo sceriffo era ritenuto morto.
Dopo essere stato colpito in servizio, cade in coma da cui, poi, si risveglierà 4/5 settimane dopo in un mondo postapocalittico. Dopo aver incontrato due sopravvissuti ed essersi accorto che la sua famiglia è ancora viva, andrà alla loro ricerca.

## Fumetto
Il vice-sceriffo Rick Grimes, risvegliatosi dal coma, dovuto a un colpo di una pistola, si ritrova in un ospedale abbandonato e pieno di zombie.
Riuscito a scappare, incontra Morgan Jones e suo figlio Duane, che gli offrono ospitalità.
La stessa notte parte per Atlanta con il borsone delle armi lasciando i Jones nella città, promettendo di passare a prenderli in un secondo momento.
Giunto in città, viene circondato da un'orda di zombie, ma riesce a salvarsi grazie a Glenn, un altro sopravvissuto. Quest' ultimo conduce Rick ad un campo di sopravvissuti a pochi chilometri da Atlanta. Arrivati lì, Rick ritrova la moglie Lori e il figlio Carl, e anche il collega-amico Shane. Quest'ultimo cerca di ucciderlo approfittando dell'attacco di vaganti al campo, ma Carl lo uccide per primo. Lori gli rivela poi che è incinta di Shane e che, credendolo morto, ha iniziato una relazione con lui. Rick però la perdona.
Successivamente, Rick insieme al gruppo composto da; Glenn, Andrea, Dale, Carol, Sophia, Lori, Carl, Donna, Troy, i loro figli Ben e Billy, Hershel e i suoi 7 figli, e un piccolo gruppo guidato da Tyreese e sua figlia, trovano assieme una prigione, con all'interno cinque prigionieri superstiti. Dopo che uno dei quattro, Thomas, uccide le gemelle figlie di Hershel, Rick fa sbranare Thomas dai vaganti, dopo che quest'ultimo era stato ucciso da Maggie, altra figlia di Hershel. Poi Rick cerca di far ragionare Dexter, un altro prigioniero, e Andrew, anche lui un detenuto. Rick spara in testa a Dexter, uccidendolo. Gli altri due prigionieri invece, Axel e Oscar, si rivelano innocui.
Rick decide di creare una comunità nella prigione, circondata da una recinzione anti vaganti, ma le cose si complicano quando il gruppo entra in conflitto con Woodbury, una comunità guidata da il Governatore. Inoltre Carol si suicida e Tyreese perde sua figlia e perciò uccide il suo ragazzo. All'improvviso in prigione arriva una samurai di colore di nome Michonne (è lei ad avvertirli del Governatore) e Rick, sebbene l'iniziale diffidenza, l'accetta nella comunità. Successivamente Lori partorisce Judith, la figlia di Shane.
La prigione e Woodbury entrano in un sanguinario conflitto dove Rick, sebbene cerchi inizialmente di evitare vittime, fallisce e la guerra ha inizio. Grazie all'aiuto di Andrea e Michonne, Rick riesce a sconfiggere l'intera comunità di Woodbury, e uccidere il Governatore, ma molti perdono la vita; Tyreese viene decapitato da quest'ultimo, Hershel e tre dei suoi figli sono morti, Lori e Judith sono state ferite da un colpo di pistola e Axel, Oscar, Donna e Troy uccisi dai vaganti. Rick rimane distrutto dalla morte di Lori e lui e Carl cercano di riallacciare i rapporti per non perdere la speranza. A causa del conflitto il gruppo di sopravvissuti perde la prigione e si dividono. 
Rick, Carl e Michonne si riuniscono con il gruppo. Un giorno si confronta con Dale e Andrea circa le condizioni mentali di Ben che, impazzendo completamente, ha ucciso suo fratello, e li propone come unico rimedio di ucciderlo, cosa di cui entrambi si rifiutano categoricamente. La notte stessa Carl uccide Ben, sparandogli.
Successivamente Rick e il gruppo incontrano il gruppo composto da: Abraham Ford, Rosita Espinosa ed Eugene Porter. Tutti insieme si accampano in una chiesa di proprietà di Gabriel Stokes. Durante la notte Rick trova Dale senza una gamba che gli è stata divorata un gruppo di cannibali guidati da Chris. Rick tende un agguato a Chris e agli altri cannibali, uccidendoli e bruciando i loro corpi davanti a un inorridito Carl. Successivamente fa le condoglianze per la morte di Dale.
Un giorno, un uomo di nome Aaron incontra il gruppo, proponendogli di venire nella loro comunità, Alexandria, e Rick accetta solo perché ha bisogno di un luogo sicuro. Giunti alla comunità Rick e il gruppo fanno la conoscenza di Douglas, il leader della comunità e sua moglie Regina, questi gli chiede di registrare tutte le sue informazioni per potersi fidare di lui. Stupito dalle sue esperienze in campo poliziesco e dalla sua leadership con il suo gruppo, Douglas gli assegna il ruolo di guardia della comunità insieme a Michonne. Vivendo lì fa la conoscenza di Jessie Anderson, una donna di cui si innamora, e scopre che lei e suo figlio Ron vengono costantemente picchiati da suo marito Pete, chirurgo della città. Rick interviene, picchiando selvaggiamente Pete, ma perde il controllo e per fermarlo Michonne lo deve stendere con un colpo in testa.
La comunità comincia a non fidarsi più di Rick, credendolo pericoloso, e la sera stessa organizzano una giuria per decidere cosa fare di lui, ma in quel momento Pete, ubriaco, si intromette uccidendo, per errore, Regina e incolpando Rick. Douglas, lasciando alle spalle l'odio per Rick, lo convince a sparare a Pete. Successivamente Rick fa da leader sostituto della comunità, instaurando nuove regole per rendere la comunità più preparata agli attacchi dei vaganti.
Durante una spedizione per le provviste Rick, insieme a Abraham e Carl, incontra di nuovo Morgan, ormai impazzito a causa di suo figlio morto che tiene incatenato come vagante a casa sua. Per aiutarlo lo porta alla comunità.

## Serie televisiva
Rick è uno sceriffo di contea, nato ad Atlanta. Al liceo incontra quello che sarà il suo migliore amico, Shane Walsh, e si diploma con lui all'università. Successivamente incontra la sua futura moglie Lori. Rick e Shane entrano poi a far parte del corpo di Polizia di Atlanta, diventano tra i migliori, raggiungendo entrambi il grado di Sceriffo Di Contea. Lui e Lori si sposano e Lori partorisce suo figlio Carl, ma il loro rapporto diventa sempre più complicato.

### Prima stagione
Rick, sceriffo della Contea di King, Georgia, durante un giro di pattuglia assieme al collega e amico Shane Walsh si ritrova coinvolto in una sparatoria con dei sospetti armati e pericolosi, dove viene gravemente ferito e finisce in coma. 
Circa un mese dopo, si risveglia indebolito e disidratato in un ospedale totalmente abbandonato. Con la mente annebbiata dal lungo coma, cerca di capire cosa è successo e scopre che l'ospedale è pieno di cadaveri, sfigurati e ammucchiati ovunque, e che la città è in un totale stato di abbandono e desolazione. Dirigendosi verso casa, rimane scioccato alla vista di un morto vivente (rinominato dai fan, dopo lo speciale webisode "storia di uno zombie", "Bycicle Girl"). Una volta arrivato a casa la troverà vuota e completamente disabitata, facendolo cadere in uno stato di sconforto. Seduto sull'uscio di casa a pensare, con la vista offuscata dal sole, vede in lontananza una persona camminare in mezzo alla strada, inconsapevole che si tratti in realtà di uno zombie. Viene "salvato" da un uomo di nome Morgan (che spara allo zombie, abbattendolo) e da suo figlio Dwayne, che colpisce Rick alla testa con una pala, credendolo anch'egli uno zombie. Quando lo sceriffo si risveglia si ritrova legato in un letto, con la sua ferita che è stata bendata e pulita. Sebbene confuso dalle domande di Morgan, che gli chiede se la ferita è frutto di un morso, Rick risponde e convince l'uomo a liberarlo. Notando il suo stato di confusione, Morgan gli spiega cosa è accaduto durante il suo coma, dicendogli di stare attento ai morti che camminano e soprattutto a non farsi mordere. La mattina seguente i tre si dirigono verso la caserma della polizia per fare una doccia calda (il generatore funziona ancora) e rifornirsi di armi. All'uscita Rick ucciderà lo zombie di Leon Basset, un suo ex-collega, dicendo a Morgan che non poteva lasciarlo in quello stato. Subito dopo, si divide dai due compagni promettendo di contattarli ogni giorno all'alba via radio. Si dirige quindi verso la città che Morgan pensava sicura, secondo gli ultimi comunicati radio: Atlanta.
Arrivato ad Atlanta su un cavallo trova la città disabitata e infestata dai morti. All'improvviso Rick vede volare in cielo un elicottero, ma nel tentativo di seguirlo si ritrova improvvisamente circondato da un'orda di zombie, che divora il suo cavallo e lo costringe a rifugiarsi dentro un carro armato, abbandonando all'esterno il borsone delle armi. Sentendosi spacciato pensa di suicidarsi, ma un ragazzo di nome Glenn, in città in cerca di scorte con altri sopravvissuti, lo contatta via radio e lo aiuta a divincolarsi tra gli zombie e a rifugiarsi dentro un edificio. Rick conosce così il resto del gruppo: Andrea, T-Dog, Jacqui, Morales e il criminale tossicodipendente Merle Dixon. Quest'ultimo si mette a sparare agli zombi dal tetto del palazzo, picchiando inoltre in modo violento T-Dog, che lo aveva rimproverato. Rick decide quindi di tramortirlo e di ammanettarlo a un tubo, per evitare che i suoi metodi violenti possano mettere tutti in pericolo. Il gruppo riuscirà a lasciare la città, ma nella fuga T-Dog perderà le chiavi delle manette, costringendolo ad abbandonare Merle (bloccherà comunque la porta con una catena, impedendo agli zombie di salire sul tetto e ucciderlo). Arrivati all'accampamento dei sopravvissuti in una cava fuori città, con suo grande stupore ritroverà la sua famiglia che era stata tratta in salvo da Shane. Incontra anche Daryl, fratello di Merle, furioso per il fatto che quest'ultimo sia stato abbandonato ad Atlanta.
Sentendosi in colpa per quello che è successo Rick decide di tornare in città insieme a Glenn, T-Dog e Daryl con l'obbiettivo di recuperare Merle, ma al loro arrivo scoprono che quest'ultimo è riuscito a fuggire tagliandosi la mano ammanettata con un seghetto. Riescono tuttavia a recuperare il borsone delle armi caduto a Rick quando era stato disarcionato dagli zombie. Tornati all'accampamento riescono a salvare parte del gruppo da un attacco di zombie. 
Pur con qualche scetticismo i sopravvissuti si dirigono verso il CCM, dove incontrano il solo scienziato rimasto, il Dr. Jenner, che mostra il processo che porta alla morte e alla "resurrezione" come zombie registrato sulla moglie che era stata infettata. Il ricercatore poco dopo innesca il dispositivo di autodistruzione del centro, convinto che la morte sia l'unico modo per fuggire da quel mondo ormai perduto, ma Rick riesce a convincerlo a lasciarli andare. Lo sceriffo dice a Jenner di essergli grato di averli lasciati andare, ma quest'ultimo gli risponde che verrà il giorno in cui non lo sarà più. Prima di salutarsi inoltre sussurra a Rick un segreto terribile. Il gruppo riesce quindi a fuggire  (solo Jacqui deciderà di restare e suicidarsi insieme a Jenner) e inizia a dirigersi verso Fort-Benning.

### Seconda stagione
Nella strada verso Fort-Benning Rick e gli altri sopravvissuti si fermano lungo la strada per fare provviste. Ma una mandria di zombie li costringe a nascondersi e quando due degli zombie trovano Sophia, Rick li insegue per salvare la ragazzina. Così la raggiunge e l'aiuta a nascondersi mentre lui sarebbe andato ad uccidere i due zombie. Quando fa ritorno da lei scopre che la piccola non c'è più. Rick insieme ai sopravvissuti cercano Sophia nel bosco, ma senza successo. Durante le ricerche trovano una chiesa attirati dal rumore delle campane. Entrando in chiesa trovano solo tre zombie seduti sulle panche, Rick ne ucciderà uno. Uscendo dalla chiesa Rick chiederà a Dio un segnale di speranza.
Durante le ricerche Shane, Rick e il piccolo Carl si fermano a osservare un cervo, che Rick interpreta come il segnale di speranza, salvo poi ricredersi quando il piccolo Carl viene ferito da un proiettile diretto al cervo, sparato da Otis. Rick porta in braccio suo figlio ferito quasi a morte alla fattoria di Hershel guidati da Otis. Fin quando Carl non si riprenderà, Rick farà tantissime trasfusioni rischiando la vita anche lui. Dopo che Carl si sarà rimesso, Rick organizzerà le ricerche di Sophia.
Rick e gli altri si accamperanno appena fuori la fattoria, vicino ad un fienile infestato da zombie (che Hershel pensava si potessero curare). Rick durante il passare dei giorni avrà qualche piccolo diverbio con Hershel, visto che lo sceriffo chiede ad Hershel di ripulire il fienile e quest'ultimo gli ripeteva sempre che al ritrovamento di Sophia e al pieno recupero di Carl, Rick insieme al suo gruppo se ne sarebbero dovuti andare. Durante le ricerche di Sophia, Rick scoprirà che Lori aspetta un bambino e che ha cercato di abortire, le chiederà spiegazioni e lei gli confesserà che quando lo credeva morto ha avuto una storia con Shane e che è una persona pericolosa, ma Rick sapeva già tutto ed aveva perdonato la moglie, pregandola di non abortire e di tenere il bambino. Quando Hershel stava per essere convinto da Rick, Shane insieme ad altri membri del gruppo aprono le porte del fienile e, davanti agli occhi increduli di Hershel e della sua famiglia, uccidono tutti gli zombie. Ma per ultima uscirà la piccola Sophia, divenuta una zombie e davanti allo stupore di tutti Rick le sparerà un colpo in testa.
Rick accompagnato da Glenn va al bar del paese per riportare Hershel sotto shock alla fattoria, qui i tre fanno la conoscenza di altri sopravvissuti di Philadelphia. Intimoriti da questo gruppo e da ciò che potevano fare, Rick ucciderà questi ragazzi. Gli spari attireranno gli zombie e nella fuga, Rick salverà Randall (un ragazzo dell'altro gruppo). Rick e Shane dopo la guarigione di Randall, lo porteranno lontano dalla fattoria e qui verranno a galla i malumori dei due, malumori dovuti al ritorno di Rick dopo il coma, cosa che ha precluso a Shane ogni possibilità di restare insieme a Lori. Shane cerca di ucciderlo con una chiave inglese ma questo risveglia gli zombie che si trovavano all'interno dell'edificio. Rick nonostante tutto salverà la vita a Shane e capendo che non possono lasciare Randall in pasto agli zombie lo riporteranno alla fattoria.
Dopo aver perso Dale in seguito ad un attacco di uno zombie, arrivato vicinissimo alla fattoria, Shane intanto prima libera Randall dalla prigionia, poi lo uccide a sangue freddo spezzandogli il collo. Poi mente al resto del gruppo riferendo che Randall era riuscito a scappargli, utilizzando la scusa di andarlo a cercare per ritrovarsi da solo con Rick. Lo sceriffo però riesce ad intuire il suo piano e, capendo che ormai l'amico aveva intrapreso una strada senza ritorno, si vede così costretto ad ucciderlo; Rick viene in seguito salvato da Carl, che abbatte definitivamente uno Shane trasformatosi in errante. Mentre i due tornano alla fattoria un'orda di zombie si abbatte su di essa, attirati dall'elicottero che Rick aveva inizialmente visto e dal colpo di pistola con cui Carl ha abbattuto Shane. Parte del gruppo sopravviverà e si riunirà nella statale. Si dirigono nuovamente verso Fort Benning, e sulla strada Rick confesserà a tutti di aver ucciso Shane e rivelerà il segreto di Jenner, ovvero che anche se si muore per cause naturali ci si trasforma in zombie, dato che tutti sono infetti, ricevendo per questo numerose critiche; non c'è più spazio per le paure e le incertezze per l'ex sceriffo. Decidendo di prendere la situazione in mano, intimerà al gruppo che d'ora in poi non ci sarà più una democrazia, ma comanderà solo lui lasciando libero chi voleva andar via. Alla fine, si scorge in lontananza un'enorme prigione.

### Terza stagione
Rick passa l'intero inverno insieme al gruppo nella speranza di trovare un posto in cui stabilirsi, ora che il parto di Lori è ormai imminente. Durante un giro di perlustrazione, lui e Daryl s'imbattono in una prigione e lo sceriffo si rende conto che quel posto può effettivamente rappresentare la salvezza: i recinti e le mura avrebbero tenuto lontani gli erranti. Insieme agli altri, combatte con ogni risorsa per ripulire il carcere dai morti viventi, ma le conseguenze non tardano ad arrivare: Hershel viene morso ad una gamba e Rick, per salvare l'anziano fattore, è costretto ad amputargliela a colpi di accetta. Il processo di maturazione di Rick è palesato quando lui e il gruppo vengono a confronto con alcuni superstiti della prigione, tutti ex detenuti. Tomas, il leader dei carcerati, dimostra subito di non desiderare la presenza del gruppo nella loro prigione, e, se il vecchio Rick avesse tentato di negoziare, la versione nuova non si fa pregare due volte quando deve uccidere a sangue freddo Tomas, stroncandolo con un colpo di machete alla testa.
Questo lato oscuro di Rick è marcato maggiormente quando, in seguito ad un attacco alla prigione di una mandria di erranti in cui T-Dog muore per salvare Carol, anche Lori perde la vita per dare alla luce il bambino per un parto cesareo eseguito senza anestesia. La perdita della moglie è per Rick un colpo devastante, soprattutto perché tra loro due non c'era stato modo di riconciliarsi in seguito all'uccisione di Shane mesi prima. Di lì in poi Rick cadrà in una spirale sempre più buia, in cui la sua mente gli giocherà in continuazione brutti scherzi: è attanagliato da varie chiamate al telefono, ma nel momento in cui alza la cornetta si rende conto che è Lori che gli parla, un modo tutto suo per dire alla moglie che lui l'amava comunque, una disperata occasione per confessarle che aveva fallito nel riuscire a tenere lei e tutti gli altri al sicuro.
Il crollo psicologico di Rick arriva però nel momento peggiore: alla prigione infatti arriva Michonne, la spadaccina di colore che aveva trascorso l'inverno con Andrea, e le rivela della minaccia di Philip Blake, il "Governatore" a capo di Woodbury, luogo in cui erano stati condotti Glenn e Maggie in ostaggio, usciti per cercare provviste per la neonata Judith. Rick e alcuni suoi uomini si recano a Woodbury per salvarli, ma anche nel bel mezzo della sparatoria scoppiata dopo l'evasione di Glenn e Maggie, continua ad avere allucinazioni: questa volta è Shane che gli appare davanti agli occhi, sconcertandolo. Tornato alla prigione, Rick capisce che la guerra con il Governatore era appena iniziata, ma si rende anche conto di essere a corto di uomini: T-Dog era morto, e ora anche Daryl aveva abbandonato il gruppo per seguire il fratello Merle, ritrovato a Woodbury, l'autore del rapimento di Glenn e Maggie e che in quanto tale difficilmente sarebbe stato accolto con loro alla prigione; inoltre aveva cacciato via anche il gruppo di Tyreese, giunto al carcere per cercare rifugio. Rick continua con il suo delirio, vedendo ovunque Lori, l'impersonificazione del suo senso di colpa, ma non c'è un attimo di tregua e il Governatore torna alla carica attaccando la prigione, invadendone nuovamente il campo con degli erranti trasportati lì con un furgone. Rick viene messo alle strette da questo nuovo attacco di zombie avanzato dal Governatore, ma è il ritorno tempestivo di Daryl e di Merle a salvarlo, atto che consentirà al maggiore dei Dixon di restare alla prigione.
Il gruppo è dunque costretto a barricarsi nel carcere, e, dopo Daryl, Rick assiste ad un nuovo ritorno: Andrea, la quale aveva trovato rifugio a Woodbury, aveva inoltre saputo che i suoi amici erano lì. Rick l'accoglie freddamente, sapendo che era diventata intima del Governatore, e rifiuta la sua proposta di convivere con loro a Woodbury, ribadendo che l'unico modo era invece quello di uccidere il Governatore. A questo proposito, Rick, insieme a Michonne e Carl, torna nella sua città natale per recuperare le armi alla stazione di polizia in cui lavorava, ma scopre che qualcun altro le aveva prese prima di lui: Morgan, colui che lo aveva salvato dopo essersi risvegliato dal coma, era piombato nella follia più totale dopo che anche il figlio Dwayne era morto e si era trasformato in errante, dichiarando che la sua unica missione rimasta era quella di ripulire il mondo dagli erranti, rifiutando l'invito di unirsi con il gruppo alla prigione. Guardando la pazzia in cui era precipitato Morgan, Rick si rende conto che l'unico modo per non fare la stessa fine era quello di alzarsi e riprendersi, e al più presto anche, perché la guerra tra la prigione e Woodbury bussava alla porta.
Andrea organizza un incontro tra Rick e il Governatore, sperando di trovare un accordo comune ed evitare altri spargimenti di sangue. Il Governatore però detta le condizioni: lui vuole Michonne, l'assassina di sua figlia (seppure la bambina fosse diventata un errante); Rick torna alla prigione e chiede consiglio ad Hershel, con il quale concorda che Michonne si era guadagnata il suo posto con loro aiutando in moltissime occasioni e che, anche se l'avessero consegnata, il Governatore avrebbe potuto facilmente rompere l'accordo e ucciderli tutti. Rick rimane per molto tempo combattuto nel prendere una decisione, soppesando davvero la possibilità che, se avesse consegnato Michonne, il Governatore li avrebbe lasciati in pace; ma è ancora Lori che gli fa cambiare idea, gli fa ricordare che lui non era quel tipo di uomo, lui non avrebbe mai fatto davvero qualcosa del genere. L'ennesima visione della moglie gli fa capire che urgeva fare un passo indietro, spiegando al gruppo che non poteva esserci una dittatura, che la democrazia era l'unico modo per sopravvivere restando uniti, perché era restando uniti che erano giunti tanto lontano, non grazie solo e soltanto a lui. Rick decide dunque di non consegnare Michonne e di metterla ai voti: scappare dalla prigione e tentare nuovamente la sorte nel mondo esterno, oppure restare e combattere per difendere dal Governatore ciò che avevano conquistato.
Merle però aveva già deciso di consegnare Michonne al Governatore, sapendo che Rick, l'uomo che era tornato per lui su quel tetto ad Atlanta, non l'avrebbe mai fatto. Dixon tuttavia decide di cambiare i piani a metà strada, liberando Michonne e lanciandosi in un attacco solitario contro il Governatore: l'azione non va a buon fine, molti uomini del signore di Woodbury vengono ammazzati da Merle ma quest'ultimo viene alla fine catturato e ucciso. Il Governatore interpreta le azioni di Merle come un segnale di guerra, e decide di organizzare a Woodbury l'assedio alla prigione. L'esercito arriva al carcere, ma lo trova vuoto in quanto Rick aveva deciso insieme agli altri di organizzare un'imboscata al Governatore, azione che riesce e che costringe la gente di Woodbury a ritirarsi. Durante l'attacco, Carl s'imbatte in un ragazzo che stava tentando la fuga e, nonostante la sua resa, lo uccide a sangue freddo; Rick chiede spiegazioni al figlio, ma questi gli risponde che per sopravvivere bisognava seguire un'unica regola: uccidi o verrai ucciso. Sconcertato dal radicale cambiamento di Carl, Rick, Daryl e Michonne decidono di porre fine a tutto recandosi a loro volta a Woodbury per uccidere il Governatore, ma sulla strada incontrano Karen, una ex militare di Philip che informa loro come quest'ultimo abbia ucciso quasi tutti i suoi uomini dopo aver fallito l'attacco alla prigione, dicendogli anche che Andrea aveva tentato di scappare dalla cittadina, seppure non fosse mai arrivata al carcere da loro. Grazie all'aiuto di Karen, Tyreese e di sua sorella Sasha, Rick fa irruzione a Woodbury e scopre che Andrea era tenuta prigioniera in un capanno. Purtroppo lo sceriffo arriva tardi: Andrea è stata rinchiusa e legata in una sala delle torture messa su dal Governatore; quest'ultimo ha poi colpito a morte Milton, un uomo vicino al Governatore che aveva aperto troppo tardi gli occhi sulla vera natura del signore di Woodbury, scaraventandolo morente nella stanza insieme ad Andrea, facendo così in modo che si trasformasse e completasse l'opera. Andrea riesce a liberarsi, ma Milton, ormai errante, la morde alla spalla, condannandola. Dopo aver abbattuto Milton, Andrea, sostenuta da una Michonne in lacrime, decide di spararsi in testa per evitare di trasformarsi, atto che spingerà Rick nel voler terminare la missione che la donna si era posta: salvare gli abitanti di Woodbury dalla furia del Governatore. A questo proposito le donne, gli anziani e i bambini vengono trasportati alla prigione, dando loro un'occasione per ricominciare, scelta che però non viene condivisa da un Carl ormai completamente corrotto da quel mondo andato in rovina. Alzando lo sguardo, Rick si accorge che il fantasma di Lori era sparito: dentro di lui aveva finalmente accettato la morte di sua moglie.

### Quarta stagione
Rick decide di mettere da parte il suo ruolo di leader del gruppo per poter tornare ad una parvenza di vita normale all'interno della prigione insieme a Carl. Il carcere, divenuta ormai una comunità abbastanza estesa, è regolato ora dalle decisioni del Consiglio (di cui fanno parte Hershel, Carol, Daryl, Glenn e Sasha). Il suo obiettivo è quello di riportare il figlio sulla retta via dopo le morti di Lori e Andrea. A tale scopo, Rick e Carl allestiscono un orto e un allevamento di suini nel cortile della prigione, rifiutando l'uso delle armi e vivendo una vita da contadini, quasi isolandosi dal resto della comunità. Un giorno, Rick fa la conoscenza di una donna di nome Clara. Quest'ultima attira lo sceriffo al suo accampamento dopo avergli chiesto di poter essere accolta alla prigione insieme al marito, per poi tentare di ucciderlo e darlo in pasto all'uomo diventato già da tempo ormai un vagante. Rick assiste impotente al suicidio della donna per poter riunirsi finalmente al marito. La follia di Clara gli fa capire la strada senza ritorno che avrebbe potuto percorrere anche lui in seguito alla morte di Lori.
Rick si rende ben presto conto però che tornare ad una vita normale è impossibile. La comunità della prigione viene decimata da un virus difficile da curare senza assistenza medica adeguata. Rick è costretto a sacrificare i suoi maiali per attirare i walkers lontano dalla prigione e poi incendiare il suo allevamento, possibile fonte della malattia, per poi restituire la pistola al figlio in modo che egli possa sempre difendersi. Poco dopo, Rick, Carol, Daryl e Tyreese scoprono i corpi di Karen e David senza vita, due membri della comunità allo stato avanzato della malattia, completamente carbonizzati. Tyreese, che aveva una relazione sentimentale con Karen, va su tutte le furie e si scaglia contro di lui. Raffreddati gli animi, Rick gli promette che avrebbe scoperto chi era l'autore di quell'omicidio. Ad ucciderli si rivela essere stata una persona a lui molto vicina: Carol. Rick decide di non rivelare il segreto ma di andare in ricognizione insieme a lei. Dopo aver anche scoperto che Carol insegnava ai bambini della prigione l'uso delle armi per combattere i walkers anziché leggere e scrivere, Rick decide di esiliarla dal carcere, in quanto la donna non aveva mostrato rimorso per le sue azioni, giustificandosi dicendo che aveva compiuto quel delitto per evitare che il contagio si diffondesse maggiormente. Tornato alla prigione, Rick mette al corrente Hershel, Maggie e Daryl su ciò che aveva fatto. Intanto, la situazione dei malati si fa sempre più pressante: Daryl, Michonne, Bob e Tyreese si sono recati ad una facoltà di veterinaria per cercare i medicinali, mentre Hershel tenta di guadagnare quanto più tempo possibile prima del loro arrivo sfruttando le sue conoscenze mediche. Contemporaneamente, i walkers si avventano in massa verso i recinti, riuscendo ad aprirsi un varco. Rick è l'unico uomo di guardia al cortile, mentre gli altri tentano di tenere a bada la situazione agli interni dei blocchi in quarantena. L'orda di walkers penetra all'interno della prigione e lo sceriffo non può fare altro che chiedere l'aiuto di Carl per abbatterli tutti. Fianco a fianco, padre e figlio sparano agli zombie che avevano invaso la prigione e rinforzano nuovamente le difese dell'edificio. Il gruppo di Daryl fa ritorno e ai malati (tra cui Glenn e Sasha) vengono somministrati i farmaci.
Debellato il virus, una vecchia minaccia bussa ai cancelli della prigione: il Governatore, dopo aver raso al suolo Woodbury ed essere diventato il leader di un nuovo gruppo di sopravvissuti, si presenta al carcere con un carro armato e due ostaggi: Michonne e Hershel, catturati dopo essere usciti per bruciare i corpi di chi non aveva sconfitto il virus. Il Governatore chiede di parlare con Rick, e quest'ultimo è costretto a vestire nuovamente i panni di leader. I due vengono a confronto, e il Governatore gli spiega che in cambio della vita di Hershel e Michonne voleva che il suo gruppo abbandonasse la prigione per far spazio a loro. Rick tenta di farlo ragionare, facendo appello alla loro umanità, spiegando che avrebbero potuto vivere insieme al carcere mettendo da parte il passato. Il Governatore non ci sta e davanti a tutti loro taglia la gola di Hershel con la katana di Michonne. Non c'è più spazio per le parole, tra i due gruppi si scatena la battaglia a colpi di arma da fuoco; il carro armato distrugge le recinzioni avanzando all'interno del cortile, colpendo ripetutamente gli edifici della prigione. Rick e il Governatore si scontrano a mani nude, mentre la prigione viene invasa dai nemici e dai walkers. Il Governatore ha la meglio su Rick e, proprio quando è quasi sul punto di strangolarlo, viene trapassato dalla spada di Michonne, liberatasi sfruttando il caos generale. Riportando ferite su tutto il corpo, Rick va alla ricerca dei suoi figli, ritrovando Carl ma non Judith. Convinto che sua figlia sia ormai morta, Rick e Carl abbandonano la prigione semidistrutta e completamente infestata da migliaia e migliaia di vaganti.
Dopo aver perso la prigione, Rick e Carl viaggiano per la strada alla ricerca di un luogo sicuro dove rifugiarsi. I due s'imbattono in una casa abbandonata e, a causa delle sue ferite, Rick cade in uno stato catatonico durante il quale è il figlio a doversi prendere cura di lui. La sorte dei due ha una svolta quando Michonne riesce a riunirsi a loro dopo averne seguito le tracce una volta concluso l'attacco del Governatore. Un mattino, Michonne e Carl vanno in perlustrazione del quartiere mentre Rick resta in casa a riposare. Lo sceriffo è però costretto a nascondersi quando un gruppo di uomini poco raccomandabili fa irruzione nell'abitazione credendola vuota. Rick riesce miracolosamente a scappare dalla casa, anche se viene avvistato da un membro della banda, Tony, ed è costretto a ucciderne un altro, Lou, per avere salva la vita e ricongiungersi con Michonne e Carl prima che facciano ritorno. Di nuovo in strada, i tre decidono di seguire i binari del treno dopo aver letto un cartello che parlava di Terminus, una comunità sicura che accoglieva i sopravvissuti situata al capolinea del tratto ferroviario. Rick non si accorge però di essere seguito dalla banda di malviventi a cui era dovuto sfuggire, venendo sorpresi lungo il viaggio da Joe, il loro leader. Durante il cammino e dopo essersi separato da Beth, rapita da un'auto sconosciuta, anche Daryl era entrato a far parte del gruppo di Joe, scoprendo che l'uomo a cui davano la caccia per vendicarsi della morte di Lou era proprio il suo amico Rick. Daryl chiede a Joe di risparmiarli, ma l'uomo decide di pestarlo a morte prima di occuparsi del gruppo di Rick. Dan, un membro della banda, tenta di stuprare Carl, scatenando la furia dello sceriffo che si spinge nuovamente oltre il limite, strappando a morsi la gola di Joe prima di occuparsi dello stesso Dan, accoltellandolo fino a farlo morire agonizzante. Il resto della banda, scioccato, viene sopraffatto da Daryl e Michonne. Il mattino dopo, Rick confessa a Daryl di essere ormai disposto a tutto pur di proteggere Carl. I quattro riprendono il viaggio verso Terminus, giungendo infine al capolinea dei binari. Per precauzione, Rick decide di lasciare un borsone pieno di armi nascosto all'esterno e di entrare nel rifugio dal retro. Rick e gli altri fanno dunque la conoscenza di Gareth e degli altri residenti del posto, i quali danno loro il benvenuto e mostrano il resto della comunità. Rick si accorge però che qualcosa non va, quando in possesso di quella gente scopre alcuni oggetti appartenuti a Maggie, Hershel e Glenn. Lo sceriffo prende in ostaggio Alex, un membro della comunità, prima di essere raggiunto da Gareth. Il leader di Terminus tenta di inventare scuse sulla provenienza degli oggetti dei suoi amici, ma il gruppo non crede alle sue parole e Gareth dà l'ordine ai cecchini nascosti sui tetti di aprire il fuoco verso di loro. Alex viene ucciso dai proiettili e i quattro sono costretti a scappare attraverso Terminus, imbattendosi in una sinistra stanza illuminata dalla sola luce delle candele che la circondavano. La fuga si interrompe davanti a un vicolo cieco, lasciando intuire a Rick e Michonne il piano di Gareth, ovvero quello di attirarli fino a quel punto sparando ai loro piedi. Gareth ordina a Rick, Daryl, Michonne e Carl di entrare in un vagone del treno contrassegnato dalla lettera "A" dopo aver deposto le armi. I quattro sono costretti a obbedire, riunendosi con Glenn, Maggie, Sasha e Bob, e facendo la conoscenza della gente che li aveva aiutati in seguito all'attacco del Governatore: Abraham, Rosita, Eugene e Tara, anche loro ingannati dagli abitanti di Terminus. Rick promette al suo gruppo che quelle persone si sarebbero amaramente pentite di aver fatto arrabbiare le persone sbagliate.

### Quinta stagione
Viene salvato insieme al suo gruppo dai cannibali di Terminus grazie all'intervento di Carol, infiltratasi dall'esterno. Sbaragliata la base dei nemici e ricongiuntosi con la figlia Judith creduta morta, la sua gente trova successivamente riparo alla parrocchia di Padre Gabriel. Gareth, il leader dei cannibali, insieme ad alcuni uomini era sopravvissuto alla caduta di Terminus, catturando Bob all'esterno della chiesa per poi restituirlo a Rick con una gamba divorata in segno di avvertimento. Bob muore poco tempo dopo, pregando Rick di non smarrire la sua umanità poco prima di spirare. L'ex-sceriffo non si fa trovare impreparato davanti alla minaccia; tende infatti una trappola a Gareth accerchiando lui e gli altri cannibali all'interno della parrocchia, dove vengono massacrati e uccisi da Rick, Abraham, Sasha e Michonne. In seguito viene quasi alle mani con Abraham riguardo alla loro successiva meta: Grimes desiderava infatti recarsi ad Atlanta per salvare Beth e Carol, catturate da un manipoli di ex poliziotti che avevano preso possesso del Grady Memorial Hospital stabilendo regole ferree e spesso brutali all'interno delle mura, mentre il sergente desiderava dirigersi a Washington per trovare la tanto desiderata cura alla trasformazione in vagante millantata da Eugene. Il gruppo decide quindi di dividersi con la promessa di rivedersi tutti a Washington. Il gruppo di Abraham va a Washington, mentre quello di Rick si dirige ad Atlanta. Lui e Daryl riescono a catturare uno dei poliziotti del Grady Memorial, accettando uno scambio con il loro leader, l'agente Dawn Lerner, in cambio delle due donne. Lo scambio però non va a buon fine quando Dawn spara accidentalmente a Beth, uccidendola. Daryl reagisce d'impulso uccidendo Dawn, e gli altri poliziotti, rinfrancati dalla morte del loro incapace leader, accettano una sorta di tregua con il gruppo di Rick, lasciando che le due fazioni separino le strade senza altri spargimenti di sangue. Con ormai la chiesa invasa dai vaganti, il gruppo dopo la perdita si ritrova nuovamente in strada, riunito a quello di Abraham dopo che quest'ultimo aveva suo malgrado scoperto che non esisteva nessuna cura. A ciò si aggiunge la morte improvvisa di Tyreese a causa di un morso ad un braccio: a niente valgono gli interventi disperati di Rick, Michonne e Daryl per salvarlo amputandogli l'arto.
Dopo un lungo cammino, Rick viene avvicinato da un uomo chiamato Aaron. Dopo la diffidenza iniziale, quest'ultimo li conduce a una comunità sicura, chiamata Alexandria, capeggiata da una donna chiamata Deanna Monroe. L'istinto di sopravvivenza di Rick però va subito a cozzare con l'inadeguatezza degli abitanti del luogo nell'avere a che fare con il mondo esterno, cosa che sfocia spesso in schermaglie tra i due gruppi. La vita dell'ex-sceriffo sembra tornare alla normalità come non lo era dai tempi della prigione, venendo investito da Deanna della carica di vigilante di Alexandria insieme a Michonne e instaurando un legame affettivo con Jessie Anderson. Tale vicinanza però viene subito ostacolata dal marito di Jessie, Pete, un uomo violento che aveva spesso l'abitudine di picchiare la moglie. Grazie a Carol scopre i soprusi a cui era costretta Jessie, e il suo istinto selvaggio riaffiora di nuovo prepotentemente, picchiando a sangue Pete e, in preda all'ira, minacciando con una pistola gli abitanti di Alexandria, schernendoli della loro ignoranza su ciò che il mondo ormai era diventato al di fuori della mura. Rick viene colpito da Michonne e sviene, in modo da non compromettere ulteriormente la propria posizione. Gli abitanti di Alexandria si riuniscono per decidere la sorte di Rick, ma il tutto va in malora quando Pete, accecato dall'odio e dalla gelosia, ruba la katana di Michonne (requisita al loro arrivo) e, sebbene voglia uccidere l'ex sceriffo, finisce con lo sgozzare Reg Monroe, marito di Deanna. Quest'ultima, vedendo il marito morire agonizzante fra le sue braccia, ordina a Rick: "Fallo". Grimes si volta e fredda Pete con un colpo di pistola alla testa, proprio davanti agli occhi di uno esterrefatto Morgan, portato ad Alexandria da Daryl e Aaron.

### Sesta stagione
Rick diventa un uomo sempre più influente tra la comunità di Alexandria, al punto che spesso Deanna si affidava a lui in alcune decisioni drastiche. Nonostante l'affetto che lo legava a Morgan, si trova in disaccordo con lui sulla nuova visione che entrambi avevano del mondo: Rick infatti era per l'istinto di sopravvivenza, brutale e spietato quando necessitava esserlo, mentre Morgan era convinto che ogni vita fosse preziosa, e di non voler uccidere nessuno, anche l'individuo più malvagio, dopo essere stato convertito alla dottrina dell'Aikido da un uomo chiamato Eastman. I due scoprono una cava invasa da migliaia di vaganti, bloccati da alcuni automezzi nelle profondità della stessa. Convinto che quella mandria debba essere allontanata il più possibile da Alexandria, escogita insieme ai suoi abitanti un piano per realizzare tale progetto. Il piano di allontanamento sembra andare a buon fine grazie all'aiuto di tutti, ma un clacson che inizia a risuonare nei boschi all'esterno della comunità manda tutto a rotoli. Il suono era stato causato da un camion che si era schiantato all'interno delle mura: un gruppo di sopravvissuti, chiamati "Wolves" (Lupi), aveva assediato Alexandria, uccidendo barbaramente gli abitanti al suo interno che non avevano preso parte al piano di Rick. I Lupi vengono respinti dalla retroguardia rimasta alla comunità, grazie soprattutto all'intervento di Carol, che da sola riesce ad ammazzarne la gran parte, ma ormai il danno è fatto e la mandria si dirige verso Alexandria. Il gruppo di Rick si separa a causa dell'orda di vaganti, e lo sceriffo torna precipitosamente sui suoi passi per avvertire tutti del pericolo e rinforzare le difese. Sulla via del ritorno, è costretto ad uccidere un manipoli di Lupi a cui Morgan aveva risparmiato la vita in seguito all'attacco, cosa che lo porta ad altri dissapori verso l'uomo che lo aveva salvato durante la prima stagione. La comunità riesce nel suo intento, e seppure per qualche giorno essa è costretta a vivere con i vaganti intenti in massa a sfondare le mura, la calma torna pian piano in attesa degli uomini restanti che erano stati costretti a separarsi dal resto del gruppo (tra cui Daryl, Abraham, Sasha, Glenn e Enid). Il suo rapporto con Jessie inizia ad essere sempre più intimo e successivamente Deanna gli mostra i progetti di ampliamento dei confini di Alexandria. La calma dura poco perché i vaganti, dopo un lungo assedio, riescono a sfondare le mura e a riversarsi all'interno della comunità. Molte persone perdono la vita, tra cui Deanna, e Rick, rifugiatosi in una delle case insieme a Carl, Judith, Michonne, Padre Gabriel, Jessie e i suoi figli, decide di sfruttare lo stesso stratagemma che aveva usato ad Atlanta per mimetizzarsi nell'orda indisturbato. Il gruppo si ricopre di interiora di cadaveri, fuggendo in mezzo ai vaganti. Padre Gabriel porta Judith al sicuro nella sua chiesa, mentre il figlio piccolo di Jessie, Sam, ha un attacco di panico costando loro la copertura. I vaganti si accorgono dell'inganno e divorano sia Sam che Jessie. L'altro figlio della donna, Ron, che ancora serbava rancore verso Rick per avergli ammazzato il padre, punta una pistola verso di lui, venendo all'ultimo trapassato da Michonne e ucciso, non prima però che il colpo parta e colpisca di striscio Carl in un occhio. Il ragazzo cade in fin di vita, mentre Rick e Michonne lo portano disperatamente da Denise, il medico di Alexandria, inseguiti dai vaganti. Rick, scioccato per la sorte toccata al figlio, esce di nuovo all'aperto, da solo, impugnando un machete e facendo mattanza degli erranti, venendo raggiunto man mano da tutti i combattenti di Alexandria, anche chi si era separato precedentemente. Lottando uniti riescono ad abbattere ogni singolo vagante, respingendo finalmente la minaccia che da tempo ormai li opprimeva. Rick, al capezzale del figlio, gli chiede di non morire per mostrargli il futuro che ha in serbo per loro esaudendo il desiderio di Deanna ampliando i confini, venendo accontentato in quanto il ragazzo si risveglia dal coma, anche se ormai l'occhio era andato perso per sempre.
Due mesi dopo, Alexandria viene pian piano ricostruita, Carl si è completamente ristabilito e lui si lega sentimentalmente a Michonne. Durante un giro di ricognizione insieme a Daryl, trovano un uomo soprannominato "Jesus" lungo la loro strada. Non fidandosi assolutamente, lo catturano dopo che quest'ultimo aveva tentato loro di rubare il furgone di provviste. Ad Alexandria, scoprono da Jesus l'esistenza di una seconda comunità simile alla loro da cui lui proveniva, chiamata Hilltop. Rick e un gruppo di uomini raggiunge questa nuova comunità per intavolare trattative commerciali che avrebbero giovato ad entrambe, lasciando tale incarico a Maggie, la cui vicinanza a Deanna le aveva sviluppato un discreto talento diplomatico. Il leader di Hilltop, Gregory, li mette in guardia sulla presenza di una banda numerosa di sopravvissuti denominata "Saviors" (Salvatori). Queste persone, capeggiate da un uomo chiamato Negan, erano solite pretendere metà dei rifornimenti posseduti da una comunità per garantire la loro protezione dai vaganti; più che una promessa in realtà si trattava di una pretesa, in quanto i Salvatori uccidevano senza scrupoli chi si rifiutava o non poteva pagare il tributo. Infatti poco dopo giungono dei sicari di Negan che avevano lo scopo di ammazzare Gregory per il mancato pagamento. Il leader viene pugnalato ma Rick riesce a fermare gli assassini e ad ammazzarli. Per consolidare i rapporti con la colonia di Hilltop, Rick si offre volontario di stanare ed uccidere tutti i Salvatori. Con l'aiuto di Jesus e Andy (un altro residente della colonia) arrivano ad una delle loro basi, riuscendo ad infiltrarsi e ad ammazzarne i residenti. L'unico problema arriva quando Carol e Maggie vengono catturate da un manipolo di Salvatori, anche se le due donne riescono a liberarsi e a fuggire con le loro sole forze, rafforzando la convinzione in Rick che i Salvatori fossero un gruppo non troppo più numeroso e organizzato dei Lupi, e che quindi la loro minaccia sarebbe stata facilmente eliminata. Tale convinzione viene però successivamente ridimensionata quando un gruppo di nemici comandati da Dwight (una delle migliori spalle di Negan) arriva molto vicino ad Alexandria uccidendo persino il medico Denise e facendo prigionieri Glenn, Daryl, Rosita e Michonne. Carol, poco dopo, decide di abbandonare Alexandria perché arrivata ormai al punto di aver ammazzato talmente tante persone da non poter più continuare a farlo, rendendosi di fatto incapace di aiutare chicchessia. Rick e Morgan partono subito per ritrovarla, e durante il viaggio i due hanno occasione per chiarirsi e riappacificarsi definitivamente: Morgan chiede a Rick di tornare indietro temendo un nuovo attacco dei Salvatori, assicurandogli che avrebbe ritrovato Carol ad ogni costo. Tornato ad Alexandria, la gravidanza di Maggie la porta ad avere una forte febbre e, in mancanza di un dottore dopo la morte di Denise, insieme a Abraham, Eugene, Aaron, Carl e Sasha decide di scortarla dal dottore di Hilltop. Lungo la strada, però, il loro camper è costretto a deviare a causa di alcuni posti di blocco di Salvatori armati fino ai denti. Il gruppo deve quindi giocoforza nascondersi in una radura e, decidendo di proseguire a piedi, vengono però improvvisamente circondati da un numero enorme di nemici. Dwight mostra loro i prigionieri, e alla fine Rick, Carl, Michonne, Daryl, Glenn, Maggie, Abraham, Rosita, Eugene, Sasha e Aaron si ritrovano tutti inginocchiati al cospetto del leader in persona dei Salvatori, Negan, che finalmente fa la sua comparsa: per la prima volta dopo tanto tempo, Rick è in preda alla paura. Dopo che Negan sentenzia come anche Alexandria, al pari di Hilltop, dovrà tributare metà delle sue provviste a lui e i suoi uomini, decide di uccidere uno di loro per mezzo della sua Lucille (una mazza da baseball ricoperta di filo spinato) come punizione in seguito ai molti Salvatori che avevano fatto fuori. Dopo una macabra conta, Negan sceglie la vittima designata fra gli undici inginocchiati: la scena si sposta dal punto di vista del malcapitato, il quale guarda impotente Negan massacrarlo a colpi di Lucille, fino ai titoli di coda che lasciano udire il suono del cranio che viene fracassato.

### Settima stagione
Si scopre che a morire massacrato è Abraham. Dopodiché anche Glenn subisce la medesima sorte. Rick distrutto dal dolore per la perdita dei compagni promette a Negan che l'avrebbe ucciso. Il villain allora lo porta con sé nel camper finché giungono al posto in cui l'uomo incontrato da loro durante il tragitto era stato impiccato e Negan intima a Rick di recuperare la sua ascia. Tornati poi alla radura dagli altri per mettere alla prova Rick, Negan gli ordina di tagliare il braccio di suo figlio altrimenti avrebbe ucciso tutti i restanti sopravvissuti. Quando Rick si sta per arrendere viene fermato dal suo nemico, il quale gli ribadisce quanto già detto e cioè che lui e i sopravvissuti sarebbero appartenuti a lui, poi si allontana portando con se Daryl. Per Rick è l'inizio di un periodo molto triste: durante la prima visita di Negan ad Alexandria egli è costretto a vedere impotente tutte le case svuotate e tutti gli abitanti privati della loro dignità. Nonostante alcuni tra cui Carl, Rosita, Michonne, cerchino di spronarlo a combattere lui rimane dell'idea di obbedire a Negan per salvaguardare le persone a lui care. Dopo la morte di Spencer e Olivia tuttavia si decide a combattere chiedendo aiuto a Gregory (leader di Hiltop) che rifiuta e successivamente ad Ezekeil (leader del regno), che non è convinto di volerlo aiutare. Tornati ad Alexandria scoprono che Gabriel è stato rapito, ma riescono a rimettersi sulle sue tracce e fanno la conoscenza di Jadis e della sua comunità della discarica; dopo aver a lungo discusso con la donna, il leader riesce a stringere con loro un'alleanza in cambio di armi e barattoli di fagioli. In seguito apprende da Tara dell'esistenza della comunità di Oceanside verso cui si reca e dapprima con la forza poi con il loro consenso riesce a recuperare le loro armi. Tornato ad Alexandria scopre Dwight rinchiuso in cella da Rosita, che propone di diventare la sua spia, avvertendoli dell'arrivo di Negan il giorno seguente. Ad Alexandria pronti ad aiutarli ci sono anche Jadis e la sua comunità che però all'arrivo di Negan si scoprono essere dei traditori. Sembra essere arrivata la fine quando Negan annuncia che avrebbe ucciso Carl e che gli avrebbe rotto le mani con Lucille. All'ultimo minuto giungono le comunità di Hiltop e del regno in loro aiuto e i salvatori vengono messi in fuga.

### Ottava stagione
Nell'ottava stagione Rick inizia la guerra contro i salvatori dopo aver unito insieme Hilltop, Il Regno e OceanSide. Dopo molti scontri con Negan, quest'ultimo attacca Alexandria bombardandola. Alexandria contrattacca e Rick affronta di persona Negan in un violento scontro fisico nel quale Rick viene ferito alla gamba. Dopo che i Salvatori si ritirano, Rick si riunisce a tutti i cittadini sopravvissuti ma scopre con orrore che Carl è stato morso quando ha aiutato Siddiq. Rick, in lacrime, è costretto a osservare suo figlio morire e poi suicidarsi per evitare di diventare vagante. Dopo tutto ciò Rick promette assoluta vendetta. Affronta Negan nello scontro finale di fine stagione e grazie a Eugene, le 4 comunità sconfiggono i salvatori e Rick si scontra con Negan un'ultima volta e, quando sembra che gli stia proponendo di finirla con la guerra per mantenere la promessa fatta a Carl, Rick lo sgozza con un pezzo di vetro sconfiggendolo. Nonostante Negan sia la causa della morte di molti membri del gruppo compreso Glenn, Rick non lo uccide, ma lo chiude in una cella scatenando però la furia di Maggie che farà di tutto per vendicarsi.

### Nona stagione
Rick inizia la stagione come leader de facto di tutte le comunità, con Maggie a capo di Hilltop, Daryl a capo dei Salvatori ed Ezekiel a capo del Regno. Rick si impegna per la prosperità e la cooperazione tra le comunità, assicurando il futuro che Carl aveva desiderato. Tuttavia, la sua scelta di risparmiare Negan gli è costata la sua relazione con Maggie e Daryl, che entrambi vogliono Negan morto. Le tensioni aumentano tra i gruppi e si verifica una piccola insurrezione, guidata da un piccolo gruppo di Salvatori che si oppongono al governo di Rick. Ciò provoca un'ulteriore spaccatura tra le comunità e le ideologie si scontrano quando Maggie e Daryl iniziano a opporsi alla leadership e alla visione di cooperazione di Rick. Rick scopre che Maggie ucciderà Negan e cavalca con Daryl per cercare di fermarla; tuttavia, ciò si traduce in una lotta tra i due in cui cadono in un baratro e devono lottare per uscire per evitare di essere sciamati da due branchi di vaganti in arrivo. Rick cerca di salvare il ponte tra le due comunità, viene sbalzato da cavallo e impalato su un tubo di tondo per cemento armato. Piangendo in agonia, Rick viene lasciato sul ciglio della strada mentre sviene, mentre centinaia di vaganti si avvicinano a lui.
Gravemente ferito, Rick riesce a liberarsi dall'armatura e conduce via la mandria usando il suo cavallo, perseguitato dalle allucinazioni dei suoi amici morti. Trovando il campo invaso, Rick guida la massiccia mandria combinata sul ponte, che crede crollerebbe sotto il peso della mandria, ma tiene. Con i suoi amici che cercano disperatamente di salvarlo, Rick spara alla dinamite caduta, facendo saltare in aria il ponte e apparentemente uccidendosi nel processo. Rick sopravvive miracolosamente all'esplosione e viene trovato da Anne (Jadis) sulla riva del fiume. Anne convince i suoi alleati sull'elicottero a portare Rick in salvo e curare le sue ferite. Rick in seguito si sveglia sull'elicottero con Anne, che gli assicura che verrà portato in un luogo sicuro. Sei anni dopo l'apparente morte di Rick, Michonne ha preso il controllo di Alexandria e visita ancora il ponte distrutto dove Rick è stato visto vivo l'ultima volta e gli parla. Una Judith di nove anni ha ereditato la rivoltella di Rick e il cappello da sceriffo, ma ammette che sta iniziando a dimenticare le voci di Rick e Carl. Michonne ha anche dato alla luce il figlio di Rick, R.J. Grimes, noto anche come Rick Grimes Jr.

### Undicesima stagione
L'ultima scena della stagione svela che Rick, fuggendo dalla CRM, tempo prima ha lasciato i suoi averi sulla barca che Michonne anni dopo avrebbe trovato sull'isola di Bloodsworth. Rick in quell’occasione ha scritto un messaggio per Michonne, prima di essere trovato da un elicottero della CRM che lo ha costretto ad arrendersi, con un sorriso stampato in volto.

## Abilità e caratteristiche
Rick è un uomo molto intelligente, carismatico e abile ad adattarsi ad ogni situazione, doti che fanno di lui un leader naturale. In quanto ex poliziotto se la cava nell'uso delle armi e nel combattimento corpo a corpo, e nel corso del tempo migliorerà queste abilità integrandole con altre quali il monitoraggio del territorio, l'infiltrazione, il sabotaggio, la strategia bellica e la contrattazione.
Lo stile di vita impostogli dall'apocalisse zombie lo renderà sempre più feroce e violento, arrivando a uccidere un criminale azzannandolo alla giugulare, ma, dopo la morte di Carl, cercherà di ritrovare il suo lato umano tentando di ricostruire quel mondo civilizzato che suo figlio sognava: per far sì che ciò possa realizzarsi, dopo la guerra con i Salvatori decide di imprigionare Negan e non di ucciderlo per dimostrare alle altre comunità che, lavorando insieme, è possibile ristabilire l'ordine. Da una intervista viene accennato che Rick Grimes potrebbe essere immune al contagio, anche se venisse morso. Tutti coloro che subiscono traumi o finiscono in coma, alla fine si trasformano. Rick si è svegliato dal suo coma, dopo circa un mese che l'epidemia era iniziata. 